# Hydroeciodes felova
Hydroeciodes felova är en fjärilsart som beskrevs av Dyar 1910. Hydroeciodes felova ingår i släktet Hydroeciodes och familjen nattflyn. Inga underarter finns listade i Catalogue of Life.